# Francisella novicida
Francisella novicida es una bacteria de la familia Francisellaceae, que consiste en bacterias patógenas gramnegativas. Estas bacterias varían de pequeños cocos a forma de barra, y son más conocidos por sus capacidades parasíticas intracelulares. En esta familia, se han identificado seis especies; Sin embargo, la especie F. novicida está bajo intenso escrutinio. Aunque algunos creen que debe ser clasificado con su propia designación de especie, otros argumentan que debe ser reclasificado como una subespecie bajo F. tularensis. Si se clasificara como una subespecie, F. novicida se uniría a las otras subespecies conocidas, incluyendo F. t. Tularensis (tipo A) y F. t. Holarctica (tipo B). Los ensayos bioquímicos para identificar los subtipos y cepas de F. tularensis no son ideales porque los resultados son a menudo no definitivos y sujetos a variación, por lo que estos ensayos sólo deben considerarse como pruebas suplementarias para la identificación de especies y subespecies de Francisella
 
Varias cepas de F. novicida o bacterias como F. novicida se han descrito, y estas cepas pueden ser resueltos por métodos basados en PCR.